# Universidad de Adiyaman
La Universidad de Adıyaman es una universidad estatal establecida en 2006 en la provincia de Adıyaman, Turquía. 

## Historia
La Universidad de Adıyaman nace con la ley del 1 de marzo de 2006, número 5467, publicada en el Boletín Oficial con el número 26111. Los centros y unidades académicas que la forman proceden de tres universidades diferentes y otros ámbitos educativos. En un principio contó con 3 facultades, 1 escuela y 4 escuelas profesionales, centros procedentes de la Universidad İnönü, como la Escuela Profesional de Adıyaman, creada en 1983; la Escuela de Salud, establecida en 1996 y la Facultad de Artes y Ciencias, creada en 1998; la Facultad de Ciencias de la Educación, establecida en 1987 bajo la Universidad de Gaziantep; y la Escuela Profesional de Gölbaşı, establecida en 1988; la Escuela Profesional de Besni, establecida en 1997; la Escuela Profesional y Técnica de Educación de Adıyaman, creada en 2003 y dependientes de la Universidad de Harran.

## Facultades
- Facultad de Ingeniería
- Facultad de Ciencias Económicas y Empresariales
- Facultad de Ciencias y Letras
- Facultad de Tecnología
- Facultad de Medicina
- Facultad de Ciencias de la Educación
- Escuela Profesional Besni
- Escuela Profesional Gölbaşı
- Escuela Profesional Kahta
- Escuela Profesional Adıyaman